# Agrippias
Agrippias (łac. Dioecesis Agrippensis) – stolica historycznej diecezji w Cesarstwie Rzymskim (prowincja Siria Euphratensis), współcześnie w Syrii. Od 1933 katolickie biskupstwo tytularne. 

## Biskupi tytularni
| Lp. | Biskup          | Funkcja                                   | Od               | Do               |
| --- | --------------- | ----------------------------------------- | ---------------- | ---------------- |
| 1   | Thomas Tharayil | eparcha pomocniczy Changanacherry (Indie) | 14 stycznia 2017 | 30 sierpnia 2024 |